# Troista
Troista (Kominiarska) – jaskinia w Dolinie Chochołowskiej w Tatrach Zachodnich. Wejście do niej znajduje się w południowym zboczu Kominiarskiego Wierchu, w największej skałce podszczytowej, w pobliżu Schronu przy Troistej II, na wysokości 1745 metrów n.p.m. Jaskinia jest pozioma, a jej długość wynosi 35 metrów.

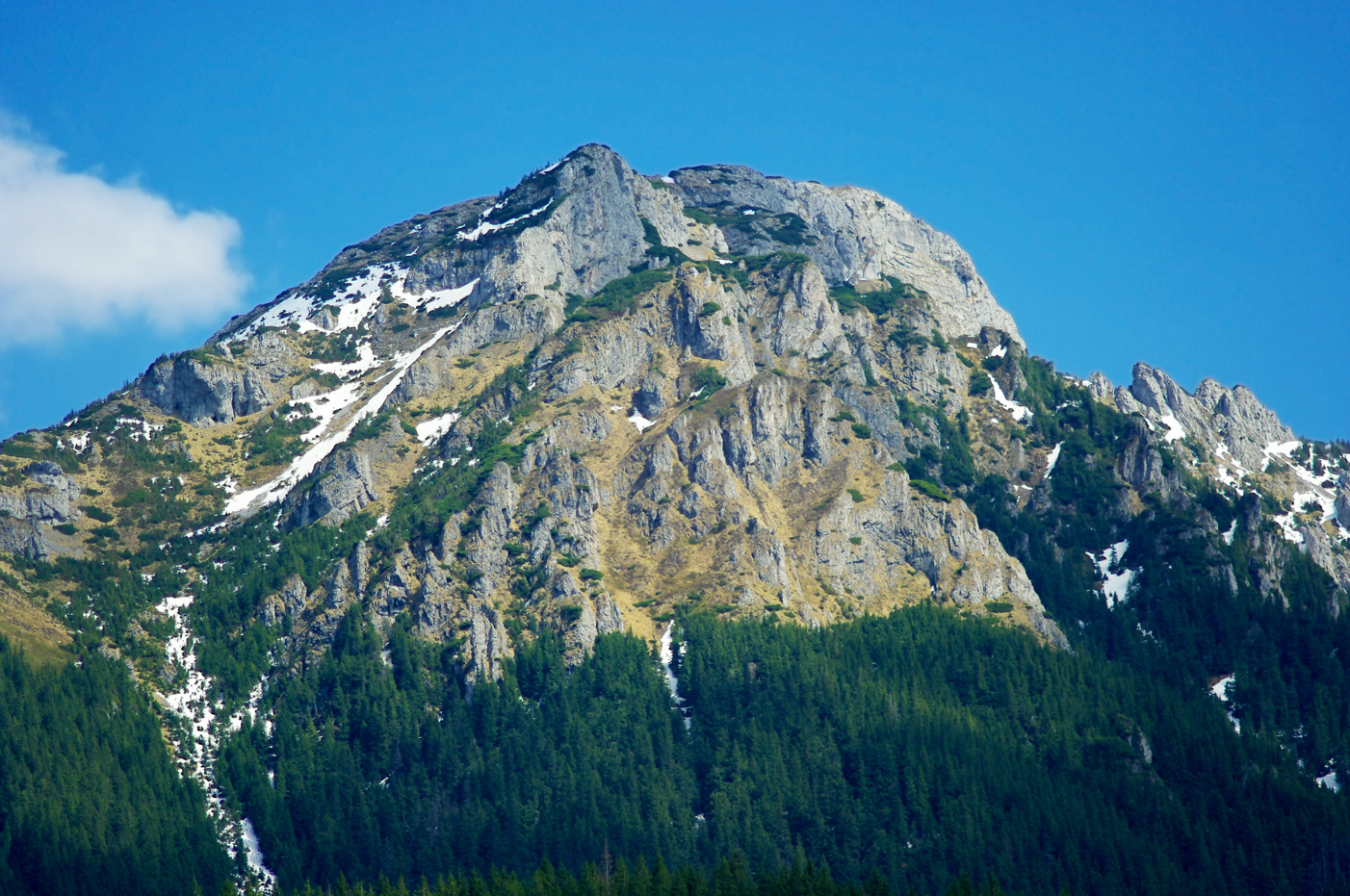
Kominiarski Wierch. Widok z Polany Chochołowskiej

## Opis jaskini
Jaskinię stanowi obszerna komora położona zaraz przy dużym otworze (12 metrów szerokości i 3 metry wysokości), z której odchodzą trzy korytarzyki. Najdłuższy z nich, mający około 20 metrów, kończy się 3,5-metrową szczeliną.

## Przyroda
W jaskini brak jest szaty naciekowej.
Na ścianach korytarzyków rosną mchy i glony. 

## Historia odkryć
Jaskinię odkryli w 1955 roku W. Habil i K. Stecki junior.